# Campeonato Mundial de Badminton de 1983
O 3º Campeonato Mundial de Badminton foi realizado em Copenhague, Dinamarca, em 1983.

## Medalhistas
| Event             | Ouro                             | Prata                        | Bronze                             |
| ----------------- | -------------------------------- | ---------------------------- | ---------------------------------- |
| Simples Masculino | Icuk Sugiarto                    | Liem Swie King               | Prakash Padukone                   |
| Simples Masculino | Icuk Sugiarto                    | Liem Swie King               | Han Jian                           |
| Simples Feminino  | Li Lingwei                       | Han Aiping                   | Helen Troke                        |
| Simples Feminino  | Li Lingwei                       | Han Aiping                   | Zhang Ailing                       |
| Duplas Masculinas | Steen Fladberg e Jesper Helledie | Mike Tredgett e Martin Dew   | Park Joo-bong e Lee Eun-ku         |
| Duplas Masculinas | Steen Fladberg e Jesper Helledie | Mike Tredgett e Martin Dew   | Christian Hadinata e Bobby Ertanto |
| Duplas Femininas  | Lin Ying e Wu Dixi               | Nora Perry e Jane Webster    | Wu Jianqui e Xu Rong               |
| Duplas Femininas  | Lin Ying e Wu Dixi               | Nora Perry e Jane Webster    | Gillian Clark e Gillian Gilks      |
| Duplas Mistas     | Thomas Kihlström e Nora Perry    | Steen Fladberg e Pia Nielsen | Mike Tredgett e Karen Chapman      |
| Duplas Mistas     | Thomas Kihlström e Nora Perry    | Steen Fladberg e Pia Nielsen | Jiang Guoliang e Lin Ying          |

## Resultados

### Simples Masculino
|  | Quartas de final    | Quartas de final | Quartas de final | Quartas de final | Quartas de final |    |    | Semifinais | Semifinais | Semifinais | Semifinais | Semifinais |  |  | Final         | Final         | Final | Final | Final |
|  |                     |                  |                  |                  |                  |    |    |            |            |            |            |            |  |  |               |               |       |       |       |
|  | Morten Frost        |                  |                  |                  |                  |    |    |            |            |            |            |            |  |  |               |               |       |       |       |
|  | Icuk Sugiarto       |                  |                  |                  |                  |    |    |            |            |            |            |            |  |  |               |               |       |       |       |
|  |                     | Icuk Sugiarto    |                  |                  |                  |    |    |            |            |            |            |            |  |  |               |               |       |       |       |
|  |                     |                  |                  |                  |                  |    |    |            |            |            |            |            |  |  |               |               |       |       |       |
|  |                     | Prakash Padukone |                  |                  |                  |    |    |            |            |            |            |            |  |  |               |               |       |       |       |
|  | Luan Jin            |                  |                  |                  |                  |    |    |            |            |            |            |            |  |  |               |               |       |       |       |
|  |                     |                  |                  |                  |                  |    |    |            |            |            |            |            |  |  |               |               |       |       |       |
|  | Prakash Padukone    |                  |                  |                  |                  |    |    |            |            |            |            |            |  |  |               |               |       |       |       |
|  |                     |                  |                  |                  |                  |    |    |            |            |            |            |            |  |  | Icuk Sugiarto | Icuk Sugiarto | 15    | 12    | 17    |
|  |                     |                  | Liem Swie King   | Liem Swie King   | 8                | 15 | 16 |            |            |            |            |            |  |  |               |               |       |       |       |
|  | Chen Changjie       |                  |                  |                  |                  |    |    |            |            |            |            |            |  |  |               |               |       |       |       |
|  | Liem Swie King      |                  |                  |                  |                  |    |    |            |            |            |            |            |  |  |               |               |       |       |       |
|  |                     | Liem Swie King   |                  |                  |                  |    |    |            |            |            |            |            |  |  |               |               |       |       |       |
|  |                     |                  |                  |                  |                  |    |    |            |            |            |            |            |  |  |               |               |       |       |       |
|  |                     | Han Jian         |                  |                  |                  |    |    |            |            |            |            |            |  |  |               |               |       |       |       |
|  | Jens Peter Nierhoff |                  |                  |                  |                  |    |    |            |            |            |            |            |  |  |               |               |       |       |       |
|  |                     |                  |                  |                  |                  |    |    |            |            |            |            |            |  |  |               |               |       |       |       |
|  | Han Jian            |                  |                  |                  |                  |    |    |            |            |            |            |            |  |  |               |               |       |       |       |

## Quadro de Medalhas
| Pos | País          | Ouro | Prata | Bronze | Total |
| --- | ------------- | ---- | ----- | ------ | ----- |
| 1   | China         | 2    | 1     | 4      | 7     |
| 2   | Inglaterra    | 1    | 2     | 3      | 6     |
| 3   | Indonésia     | 1    | 1     | 1      | 3     |
| 4   | Dinamarca     | 1    | 1     | 0      | 2     |
| 5   | Suécia        | 1    | 0     | 0      | 1     |
| 6   | Índia         | 0    | 0     | 1      | 1     |
| 6   | Coreia do Sul | 0    | 0     | 1      | 1     |

## Ligações Externas
- BWF Results
- WorldBadminton.net Results
- Badminton.de: Men's singles draw